# IC 1095/2
IC 1095/2 је галаксија у сазвијежђу Волар која се налази на листи објеката дубоког неба у Индекс каталогу.
Деклинација објекта је + 13° 40' 31" а ректасцензија 15h 8m 33,6s. Привидна величина (магнитуда) објекта IC 1095 износи 15,2 а фотографска магнитуда 16,2. IC 10952 је још познат и под ознакама MCG 2-39-2, CGCG 77-19, 8ZW 454, IRAS 15062+1351, PGC 54062.